# Sân vận động Wrocław
Sân vận động thành phố ở Wrocław, Ba Lan, (tiếng Ba Lan: Stadion Miejski we Wrocławiu, còn có tên Stadion Wrocław) là một sân vận động của Hiệp hội bóng đá UEFA Hạng Bốn, được xây dựng cho Giải vô địch bóng đá châu Âu UEFA 2012. Sân vận động nằm trên phố Slaska ở phía tây của quận Pilczyce. Đây là sân vận động của đội bóng đá Śląsk Wrocław đang chơi cho T-Mobile Ekstraklasa của Ba Lan. Sân vận động có sức chứa 42.771 khán giả, tất cả đều có chỗ ngồi và có mái che.
Sân vận động thành phố ở Warsaw là đấu trường lớn nhất ở Ekstraklasa và lớn thứ ba trong cả nước (sau Sân vận động quốc gia và Sân vận động Silesia).
Sân vận động bắt đầu được xây dựng vào tháng 4 năm 2009 và được hoàn thành vào tháng 9 năm 2011 
Sân vận động này được khai mạc vào ngày 10 tháng 9 năm 2011 với trận đấu quyền anh giữa Tomasz Adamek và Vitali Klitschko cho danh hiệu WBC hạng nặng. Trận đấu bóng đá đầu tiên, giữa Sląsk Wrocław và Lechia Gdańsk, được chơi vào ngày 28 tháng 10 năm 2011. Śląsk thắng trận 1: 0 với cầu thủ Johan Voskamp là người ghi bàn đầu tiên tại sân vận động mới.

## Mô tả

### Nhìn bao quát, lối đi và mái che
Chủ đề kiến trúc chiến thắng được phát triển bởi JSK Architekci được gọi là SÂN VẬN ĐỘNG- CỬA TRỜI. Sân vận động có thiết kế độc đáo, dễ dàng nhận ra và phù hợp với một thành phố năng động.
Hình dạng của sân vận động nổi bật bởi thiết kế sáng tạo của các bức tường bên ngoài, bao phủ bởi lưới sợi thủy tinh được phủ bằng nhựa không dính. Lưới được đan bởi các vòng thép đặt xung quanh toàn bộ sân vận động. Các lớp phủ này giúp cho khối cấu trúc lớn trở nên nhẹ nhàng và trong suốt. Màu sắc của các bức tường bên ngoài của sân vận động có thể được thay đổi bằng hệ thống ánh sáng tinh vi.

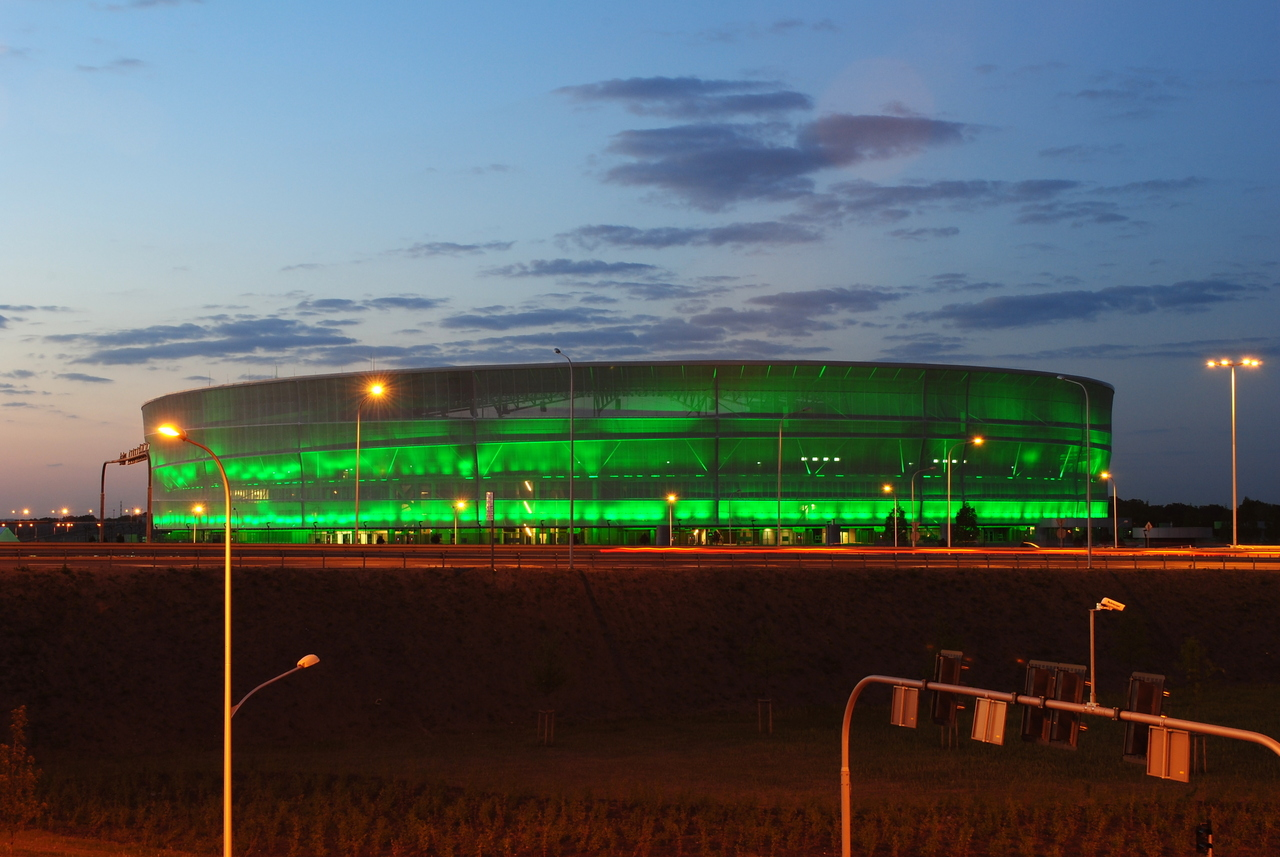
Sân vận động trong quá trình thử nghiệm hệ thống chiếu sáng

Một lối đi dạo ngoài trời xung quanh sân vận động, được gọi là lối dành cho người đi bộ với tổng diện tích 52 753 mét vuông. Lối đi này dẫn vào bên trong sân vận động từ hai hướng. Từ phía nam, nó dẫn vào đường Lotnicza, nơi quảng trường Park & Ride tích hợp đang được xây dựng với trạm dừng xe điện, nhà ga xe lửa và bãi đậu xe ngoài trời. Từ phía bắc, lối đi này dẫn từ nút giao thông công cộng phía bắc với trạm xe điện, xe buýt và một bãi đậu xe buýt.
Khu vực xung quanh sân vận động và lối đi bộ được trang trí với băng ghế và các tiểu cảnh giống như công viên, nơi mọi người có thể thư giãn hoặc gặp gỡ. Nền nhà nâng cao dần từ lối đi dạo sân vận động, cao 5,44 m. Lối vào tất cả các cửa của sân vận động được đặt chính xác ở độ cao này. Chiều cao của sân vận động là 39,33 mét (đo từ mặt đất đến mép trên của mái). Quần thể công trình này bao gồm bốn tòa nhà được kết nối bởi hai lối đi (ở cấp thứ nhất và thứ tư). Tất cả các khán đài ở cùng một cấp với 56 hàng. Khu vực đỗ xe bốn tầng dành cho ô tô nằm gần sân vận động.

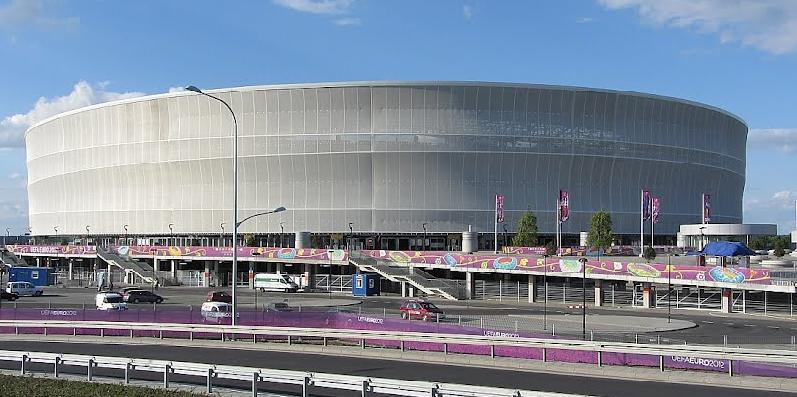
Nhìn từ bên ngoài sân vận động trong sự kiện UEFA Euro 2012

### Chức năng và đặc điểm
Sân vận động được chia thành một số khu dành riêng cho hoạt động cần thiết của một đấu trường thể thao. Khách VIP được phép đi vào ở dưới vành đai của sân vận động để họ có thể nhanh chóng đến sảnh vào khu VIP rộng rãi trên tầng 0 ở phía tây của sân vận động. Khách VIP ngồi gần sân chơi và được ngăn cách với khu vực của các đội chỉ bằng một bức tường kính.

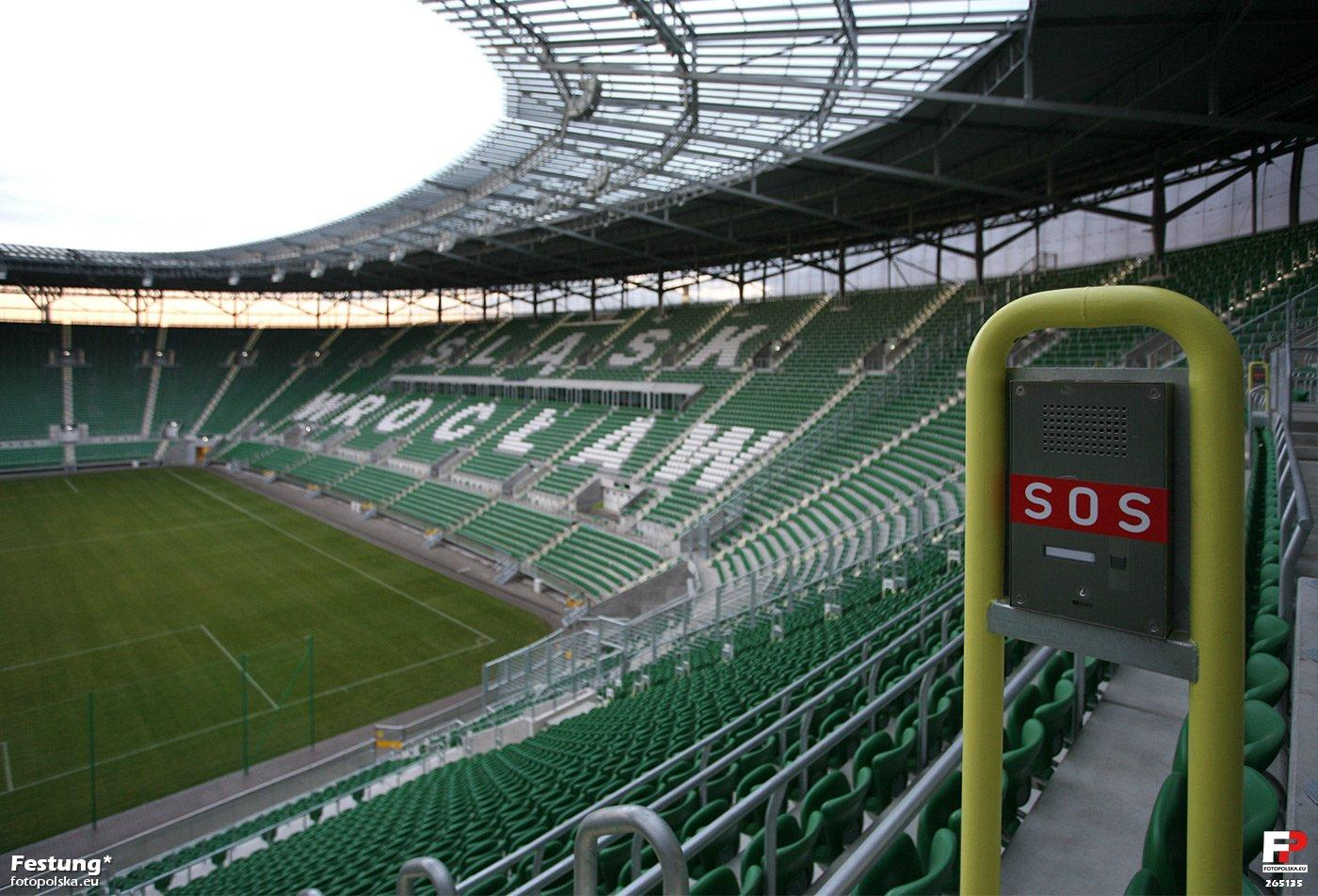
Giá đỡ đơn

Ghế VIP được chia thành ba hạng: vàng, bạc và đồng, tùy thuộc vào vị trí của họ và tầm nhìn của nó.
Khu vực của các đội nằm ở Tầng 0, phía tây sân vận động. Các cơ sở vật chất giống hệt nhau được trang bị cho cả hai đội, có phòng thay đồ, phòng mát xa, vòi hoa sen, nhà vệ sinh, phòng huấn luyện viên và khu vực khởi động. Khu vực truyền thông nằm ở phần trên của khán đài phía tây. Mỗi chỗ ngồi đều đáp ứng các yêu cầu của FIFA / UEFA và được trang bị các kết nối điện, điện thoại, internet và TV. Một số ghế có máy tính để bàn có thể gập lại. Ghế cho bình luận viên là ghế xoay. Khu vực dịch vụ nằm ở góc sân vận động phía đông nam, được đánh dấu là siêu thị "Sektor X", và có sức chứa 3439 chỗ ngồi.

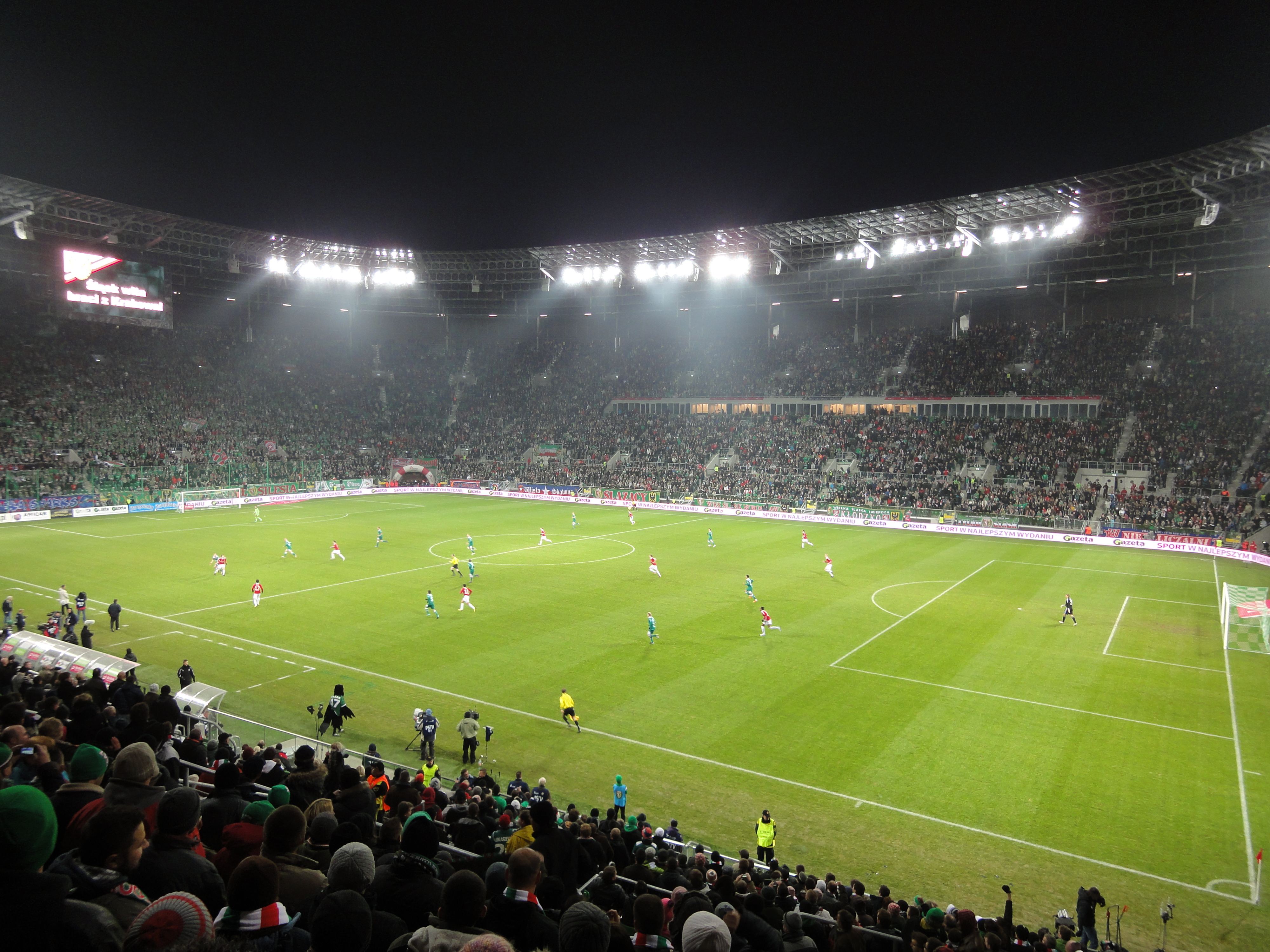
Trận đấu Ekstraklasa giữa ląsk Wrocław - Wisła Kraków

Một phần mái của sân vận động được lắp kính để tăng ánh sáng tự nhiên trên sân. Phía nam của mái nhà có một khu vực nhiều kính hơn so với phía bắc. Dưới mái nhà có hai màn hình LED. Mỗi cái có kích thước 12,8 x 7,68 m. Chúng được sản xuất bởi Tập đoàn điện tử Mitsubishi.
Tất cả các loại ghế được lắp đặt trên sân vận động được sản xuất và cung cấp bởi Diễn đàn thương hiệu Ba Lan, thuộc sở hữu của Tập đoàn Nowy Styl, đặt tại Krosno.

### Tên gọi
Trong các tài liệu chính thức, sân vận động được gọi là Sân vận động thành phố. Có khả năng đấu trường này sẽ có được một nhà tài trợ thương mại trong tương lai gần, và tên gọi của nó sẽ được lựa chọn bởi nhà điều hành sân vận động. Nhà điều hành hiện nay của sân vận động là một công ty có tên Wrocław 2012 thuộc sở hữu của chính thành phố này.

### Vị trí
Sân vận động nằm ở Wrocław, quận Fabryczna, về mặt hành chính thuộc về Pilczyce Osiedle.

## Các trận đấu của đội tuyển bóng đá quốc gia Ba Lan
Đội tuyển bóng đá quốc gia Ba Lan thường chơi ở sân vận động này. Trận đấu khai mạc được diễn ra với Italia vào ngày 11 tháng 11 năm 2011. Trận giao hữu gần đây nhất được chơi với Ireland vào ngày 11 tháng 9 năm 2018. 
| Không | Cuộc thi                      | Ngày                      | Phản đối                         | Kết quả | Tham dự | Người ghi bàn cho Ba Lan                                |
| ----- | ----------------------------- | ------------------------- | -------------------------------- | ------- | ------- | ------------------------------------------------------- |
| 1     | Trận giao hữu                 | Ngày 11 tháng 11 năm 2011 | liên_kết=\|viền Ý                | 0 - 2   | 42.000  | ---------                                               |
| 2     | Euro UEFA 2012                | Ngày 16 tháng 6 năm 2012  | liên_kết=\|viền Cộng hòa Séc     | 0-1     | 41.480  | ---------                                               |
| 3     | Vòng loại FIFA World Cup 2014 | Ngày 11 tháng 9 năm 2012  | liên_kết=\|viền Moldova          | 2 -0    | 26.145  | Jakub Błaszchotowski, Jakub Wawrzyniak                  |
| 4     | Trận giao hữu                 | 15 tháng 11 năm 2013      | liên_kết=\|viền Slovakia         | 0-2     | 40.605  | ---------                                               |
| 5     | Trận giao hữu                 | 18 tháng 11 năm 2014      | liên_kết=\|viền Thụy Sĩ          | 2 -2    | 40.133  | Artur Jędrzejchot, Arkadiusz Milik                      |
| 6     | Trận giao hữu                 | 17 tháng 11 năm 2015      | liên_kết=\|viền Cộng hòa Séc     | 3 -1    | 40.793  | Arkadiusz Milik, Tomasz Jodłowiec, Kamil Grosicki       |
| 7     | Trận giao hữu                 | 26 tháng 3 năm 2016       | liên_kết=\|viền Phần Lan         | 5 -0    | 42.068  | 2 x Kamil Grosicki, 2 x Paweł Wszołek, Filip Starzyński |
| 8     | Trận giao hữu                 | Ngày 14 tháng 11 năm 2016 | liên_kết=\|viền Slovenia         | 1-1     | 40.140  | Łukasz Teodorchot                                       |
| 9     | Trận giao hữu                 | 23 tháng 3 năm 2018       | liên_kết=\|viền Nigeria          | 0-1     | 41.208  | ---------                                               |
| 10    | Trận giao hữu                 | Ngày 11 tháng 9 năm 2018  | liên_kết=\|viền Cộng hòa Ireland | 1-1     | 25.455  | Mateusz Klich                                           |

## Các trận đấu Euro 2012
Sân vận động đã được sử dụng cho UEFA Euro 2012. Ba trận đấu bảng A đã được chơi ở đó (với các trận đấu khác trong bảng A diễn ra tại Sân vận động Quốc gia, Warsaw).
| Ngày                     | Thời gian (CEST) | Đội số 1                     | Kết quả | Đội số 2                     | Vòng   | Cầu thủ ghi bàn                                                 |
| ------------------------ | ---------------- | ---------------------------- | ------- | ---------------------------- | ------ | --------------------------------------------------------------- |
| Ngày 8 tháng 6 năm 2012  | 20:45            | liên_kết=\|viền Cộng hòa Séc | 1-4     | liên_kết=\|viền Nga          | Bảng A | Václav Pilař Alan Dzagoev (2) La Mã Shirokov La Mã Pavlyuchenko |
| Ngày 12 tháng 6 năm 2012 | 18:00            | liên_kết=\|viền Cộng hòa Séc | 2-1     | liên_kết=\|viền Hy Lạp       | Bảng A | Petr Jiráček Václav Pilař Theofanis Gekas                       |
| Ngày 16 tháng 6 năm 2012 | 20:45            | liên_kết=\|viền Ba Lan       | 0-1     | liên_kết=\|viền Cộng hòa Séc | Bảng A | Petr Jiráček                                                    |